# 1955 au cinéma
| Années du cinéma : 1952 - 1953 - 1954 - 1955 - 1956 - 1957 - 1958    |
| Décennies du cinéma : 1920 - 1930 - 1940 - 1950 - 1960 - 1970 - 1980 |

Cet article présente les faits marquants de l'année 1955 au cinéma.

## Événements
- 20 avril : Alfred Hitchcock devient citoyen américain.
- 31 mars : Sur les quais, d’Elia Kazan reçoit les oscars du meilleur film et de la meilleure interprétation masculine (Marlon Brando).
- 20 mai à Paris, Abel Gance dénonce le Cinérama en déclarant que ce procédé américain est une contrefaçon du triple-écran créé par lui-même et l'ingénieur André Debrie en 1927 pour Napoléon.
- 30 septembre : Décès de James Dean dans un accident de la route.
- Dans l'univers fictif de la trilogie Retour vers le futur, le 12 novembre 1955 est la date centrale des trois films, où Marty McFly visite cette date au moins une fois par film.
- À New York, les ligues de vertu ont obtenu la suppression de l'affiche de Sept Ans de réflexion sur laquelle on voyait la jupe de Marilyn Monroe se soulever au-dessus d'une bouche d'aération.
- Fin de la fructueuse collaboration de Tex Avery avec les studios d'animation de la MGM (1942-1955).
- Création de la Palme d'or du Festival de Cannes par la joaillière Lucienne Lazon.

## Principales sorties en salles enFrance
- Mars : Sortie en France de La strada de Fellini.
- Mai : Sortie en France de 20 000 lieues sous les mers, film de Richard Fleischer.
- Juin : Sortie en France de La Comtesse aux pieds nus de Joseph L. Mankiewicz.
- Novembre : Sortie en France d’À l'est d'Éden, d’Elia Kazan.

## Principaux films de l'année
- À l'est d'Eden (East of Eden) réalisé par Elia Kazan.
- Ah ! Les Belles Bacchantes réalisé par Jean Loubignac
- Bob le flambeur film policier de Jean-Pierre Melville avec Isabelle Corey et Roger Duchesne.
- Du rififi chez les hommes réalisé par Jules Dassin avec Jean Servais et Carl Möhner.
- French Cancan : film musical français de Jean Renoir avec Jean Gabin, María Félix, Françoise Arnoul, Philippe Clay. (sortie française).
- Futures Vedettes de Marc Allégret avec Brigitte Bardot et Jean Marais
- Graine de violence (Blackboard Jungle) de Richard Brooks.
- Il Bidone comédie dramatique de Federico Fellini avec Broderick Crawford et Richard Basehart.
- L'Affaire des poisons, film de Henri Decoin
- La Colline de l'adieu de Henry King avec Jennifer Jones et William Holden.
- La Fureur de vivre (Rebel without a cause) réalisé par Nicholas Ray avec James Dean et Natalie Wood.
- La Grande Bataille de Don Camillo réalisé par Carmine Gallone
- La Main au collet (To catch a thief) réalisé par Alfred Hitchcock - Lors du tournage Grace Kelly rencontra le Prince Rainier III de Monaco.
- La Maison des otages : policier américain de William Wyler avec Humphrey Bogart, Fredric March, Robert Middleton.
- La Nuit du chasseur (The Night of the Hunter) drame de Charles Laughton avec Robert Mitchum, Shelley Winters et Lillian Gish.
- Le Grand Couteau (The Big Knife) de Robert Aldrich avec Jack Palance, Ida Lupino et Shelley Winters
- Les Briseurs de barrages, du réalisateur britannique Michael Anderson
- Hommes en guerre réalisé par Sergei Vasilyev (Bulgarie).
- Le Monde du silence documentaire de Louis Malle et Jacques-Yves Cousteau.
- Les Contrebandiers de Moonfleet (Moonfleet) film d'aventure de Fritz Lang avec Stewart Granger et Jon Whiteley.
- Les Diaboliques de Henri-Georges Clouzot avec Paul Meurisse, Simone Signoret, Véra Clouzot (sortie 28 janvier).
- Les Grandes Manœuvres de René Clair avec Gérard Philipe, Michèle Morgan, Brigitte Bardot.
- Les Pièges de la passion (Love Me or Leave Me) de Charles Vidor avec Doris Day et James Cagney.
- Les Survivants de l'infini : science-fiction américain de Joseph M. Newman avec Jeff Morrow, Faith Domergue et Rex Reason.
- L'Homme qui n'a pas d'étoile (Man Without a Star) western de King Vidor avec Kirk Douglas et Jeanne Crain.
- Lola Montès réalisé par Max Ophüls.
- Napoléon de Sacha Guitry avec Daniel Gélin, Raymond Pellegrin (sortie 25 mars).
- New Orleans Uncensored de William Castle avec Arthur Franz et Beverly Garland (mars).
- Nuit et brouillard documentaire d'Alain Resnais.
- Othello réalisé par Serguei Youtkhevitch avec Andrei Popov et Serguei Bondartchouk.
- Permission jusqu'à l'aube : comédie américaine de John Ford et Mervyn LeRoy avec Henry Fonda, Jack Lemmon, James Cagney, Ward Bond.
- Roméo et Juliette réalisé par L. Arnchtam et L. Lavrovky (URSS).
- Sept Ans de réflexion (Seven Year Itch) réalisé par Billy Wilder avec Marilyn Monroe.
- Si Paris nous était conté film historique de Sacha Guitry
- Sissi : drame autrichien d'Ernst Marischka avec Romy Schneider, Magda Schneider, Karlheinz Böhm, Gustav Knuth.
- Sourires d'une nuit d'été (Sommarnattens leende), film d’Ingmar Bergman.
- Stranger on Horseback western de Jacques Tourneur avec Joel McCrea, Miroslava et Kevin McCarthy.
- Sur les quais d'Elia Kazan avec Marlon Brando, Karl Malden, Eva Marie Saint (14 janvier).
- The Trouble with Harry réalisé par Alfred Hitchcock, avec Shirley MacLaine, John Forsythe et Edmund Gwenn.
- Une grande famille réalisé par Iossif Kheifitz (Union soviétique).
- Un homme est passé (Bad Day at Black Rock) : drame américain de John Sturges avec Spencer Tracy, Robert Ryan, Anne Francis.
- Un jeu risqué (Wichita) western de Jacques Tourneur avec Joel McCrea et Vera Miles.
- Vacances à Venise (Summertime) de David Lean avec Katharine Hepburn

## Festivals

### Cannes
- Palme d'or : Marty, film américain de Delbert Mann avec Ernest Borgnine
- Prix spécial du Jury : Continent perdu réalisé par Leonardo Bonzi, avec Craveri, Gras, Lavagnino et Moser

## Récompenses

### Oscars
- Meilleur film : Marty
- Meilleur acteur : Ernest Borgnine, Marty
- Meilleure actrice : Anna Magnani, La Rose tatouée
- Meilleur second rôle masculin : Jack Lemmon, Permission jusqu'à l'aube
- Meilleur second rôle féminin : Jo Van Fleet, Marty
- Meilleur réalisateur : Delbert Mann, Marty
- Meilleur film étranger : Miyamoto Musashi

### Autres récompenses
- x

## Box-office
- France[1] :

1. La Belle et le Clochard de Clyde Geronimi , Wilfred Jackson et Hamilton Luske
2. Vingt mille lieues sous les mers de Richard Fleischer
3. Le Comte de Monte-Cristo de Robert Vernay
4. Napoléon de Sacha Guitry
5. Les Grandes Manœuvres de René Clair

- États-Unis :

1. Cinerama Holiday (en) de Robert L. Bendick et Philippe De Lacy (en)
2. Permission jusqu'à l'aube de John Ford, Mervyn LeRoy et Joshua Logan
3. Le Cri de la victoire de Raoul Walsh
4. Oklahoma ! de Fred Zinnemann
5. Blanches colombes et vilains messieurs de Joseph L. Mankiewicz

## Principales naissances
- 6 janvier : Rowan Atkinson
- 9 janvier : J.K. Simmons
- 18 janvier : Kevin Costner
- 7 février : Miguel Ferrer († 19 janvier 2017).
- 19 février : Jeff Daniels
- 4 mars : Dominique Pinon
- 17 mars : Gary Sinise
- 19 mars : 
  - Simon Yam
  - Bruce Willis
- 22 mars : Lena Olin
- 29 mars : Brendan Gleeson
- 5 avril : Charlotte de Turckheim
- 6 avril : Michael Rooker
- 23 avril : Judy Davis
- 1er mai : Eric Goldberg
- 16 mai : Debra Winger
- 17 mai : Bill Paxton († 25 février 2017).
- 18 mai : Chow Yun-fat
- 8 juin : Valérie Mairesse
- 16 juin : Laurie Metcalf
- 27 juin : 
  - Isabelle Adjani
  - Muriel Montossey
- 22 juillet : Willem Dafoe
- 29 juillet : Jean-Hugues Anglade
- 4 août : Billy Bob Thornton
- 21 septembre : François Cluzet
- 10 octobre : Hippolyte Girardot
- 12 octobre : Brigitte Lahaie
- 19 octobre : Sabine Haudepin
- 7 novembre : Jacques Martial
- 10 novembre : Roland Emmerich
- 13 novembre : Whoopi Goldberg
- 8 décembre : Joe Maggard
- 30 décembre : Gabriel Aghion

## Principaux décès
- 30 septembre : James Dean, acteur américain (° 8 février 1931).

### Premier trimestre
- x

### Deuxième trimestre
- 7 avril : Theda Bara, actrice américaine, 69 ans

### Troisième trimestre
- x

### Quatrième trimestre
- x